# 오시카촌 (아이치현)
오시카촌(小鹿村)은 아이치현 하구리군에 설치되었던 촌이다. 현재의 고난시 북동부에 해당한다.